# Viili
Le viili est une variété mésophilique de lait fermenté d'origine nordique et plus particulièrement scandinave.
Ce produit laitier similaire au yaourt ou plus encore au rayeb est le résultat de l'action microbienne de bactéries acido-lactiques (BAL) et d'une levure à développement superficiel, Geotrichum candidum, présente dans le lait, qui donne une surface d'aspect velouté. En outre, la plupart des cultures traditionnelles de viili contiennent aussi des souches de levures comme Kluveromyces marxianus et Pichia fermentans.

## Bactéries acido-lactiques duviili
Les BAL identifiées dans le viili sont Lactococcus lactis subsp. cremoris, (anciennement streptococcus cremonis), Lactococcus lactis subsp. lactis biovar. diacetylactis (anciennement streptococcus diacetylactis) , et Leuconostoc mesenteroides subsp. cremoris.

## Spécificités
Lactococcus lactis subsp. cremoris produit un  hétéropolysaccharide phosphaté, appelé viilian qui ressemble au kefiran produit par les grains de kéfir.
Le viilian donne au viili sa consistance particulière (gluante et filante) et contribuerait à son effet réputé bénéfique sur la santé.

## Variantes scandinaves
En Suède et en Finlande de l'Ouest, le terme filmjölk regroupe toutes les variétés de laitages fermentés produits. Filbunke, filmjölk ou simplement fil sont utilisés pour désigner des produits variant en consistance et en fermentation. En Norvège, le concept de filmjölk est appelé surmelk ou kulturmelk. Des produits similaires en Islande sont par exemple le súrmjólk alors que le skyr est un fromage frais consommé façon yaourt.